# DJ Luna
DJ Luna, właściwie Richard de Mildt (ur. 26 sierpnia 1977 w Hadze) – holenderski DJ tworzący muzykę hardstyle.

## Dyskografia

### Albumy studyjne
- Afro Vibes Records (2000; Orchard Records)[1]:

1. "Afro Vibes Intro"
2. "Padua"
3. "Dream Wish"
4. "No Mercy"
5. "Eq Beats"
6. "Xena" (długa wersja)
7. "Periscope"
8. "Roses Club"
9. "Soma (4 A.M. Mix)"
10. "Kelele (Funy Mix)"
11. "Big Blue Bus (Swing Mix)"
12. "Periscope (Above Water Mix)"
13. "Ra" (cz. 1)
14. "Ari-U-Anah"
15. "Red, Yellow & Green"
16. "Pink Dream"
17. "Ra (cz. 2)"
18. "Soma (cz. 2)"
19. "Red Spots"

- In General (2000; Orchard Records)[2]:

1. "Neon Light"
2. "All Right"
3. "Lead"
4. "Neon Light (house mix)"
5. "You Never Know Why"
6. "All Right (instrumental)"

- DHHD (wraz z Trilok & Chiren; 2003[3]):

1. "DHHD (The Anthem)"
2. "So Many More"

### Single i EP
- "Big Blue Bus" (singel; 2000; Orchard Records; 12" winyl)[4]
- "Eight Sounds of Ra" (singel; 12" winyl; Orchard Records; 2000)[5]
- "Eternal Beats" (2000; singel)[6]
- Faces (EP; Orchard Records; 2000)[7]
- "No Mercy" (singel; 2000; Orchard Records; LP)[8]
- "Periscope" (singel; 2000; Orchard Records; 12" winyl)[9]
- Via Dahlia (EP; Orchard Records; 2000)[10]
- Heroes 2002 (EP; Orchard Records; 2002; 12" winyl)[11]
- "Helden/Heroes" (singel; 2003; Low Spirit Records; 12" winyl (Dmdek Records); CD)[12]